# Piezas menos honorables del escudo
En la decoración del escudo de armas o blasón, existen algunas figuras llamadas piezas honorables y piezas menos honorables u honorables disminuidas. Éstas, se caracterizan por no llenar la tercera parte de las superficie regular del campo, si bien el cuarto flanco y el jirón se consideran honorables pese a que no lo hacen. En la categoría de piezas menos honorables se puede hacer la siguiente división:
- piezas honorables disminuidas, formadas con reducciones de extensión que se hacen sobre las piezas más honorables.
- piezas diseminadas, compuestas de piezas menores, distribuidas simétricamente sobre el campo o sobre otras figuras.

## Piezas honorables disminuidas
Traen su origen en la brisura de escudos de familia. Las piezas más frecuentes dentro de esta categoría son:
- el colmo, o cabeza disminuida
- la varita o palo reducido a la mitad de su anchura
- la divisa, o faja reducida a la tercera parte.
- los trangles, o fajas disminuidas a la mitad y en número impar
- los bureles o fajas, como los trangles y en número par de diez en adelante
- las gemelas y las tercias, o fajas muy estrecha que van de dos en dos o de tres en tres, respectivamente
- el filete en cruz o cruz reducida a la cuarta parte de su anchura
- la hilera (también llamada espineta) o bordura reducida a la cuarta parte
- el trechor o cinta estrecha, doble y floreada
- la cotiza, o banda disminuida y se denomina cotizado al escudo que tiene más de nueve cotizas
- el bastón en medio o bastón recortado
- el filete o banda que no pasa de la quinta parte de su anchura normal
- la contracotiza, el contrabastón y el contrafilete, constituidos por las mismas reducciones de la banda aplicadas a la barra
- el cantón franco equivalente al cuarto franco disminuido en una tercera parte

## Piezas diseminadas
Entre las piezas diseminadas de uso más frecuente se encuentran:
- el ajedrezado o campo dividido en cuadrícula cuyos cuadros son alternativamente de metal y de color; se denomina también jaquel y a escaques
- los puntos equipolados o ajedrezado de tan sólo nueve rectángulos
- los losanges, o rombos poco alargados y también los cuadritos en punta que llenan todo el campo como el ajedrezado
- los fretes o bastones en cruz de San Andrés que se juntan constituyendo el escudo freteado o de cancel
- los fusos o rombos prolongados que, si llenan el escudo le dan el nombre de fusado
- los plintos o billetes que son tarjetitas prolongadas, las cuales dan el nombre de plintado al escudo que las lleva en toda la extensión del campo
- los cuadrados agudos y perforados que se denominan maclas si el orificio es cuadrado y rustros si es redondo
- los anillos y los círulos concéntricos
- los tortillos o roeles que son discos de color y los bezantes que son roeles de metal
- también se encuentra el escamado y el papelonado que es una variedad del escamado

Todas las piezas anteriores se pueden aplicar sobre otras figuras heráldicas al igual que sobre el campo. A diferencia de las piezas honorables disminuidas, tienen un origen histórico y naturalista. Así: 
- el freteado recuerda una cancela,
- los plintos o billetes son señales de antiguas franquicias concedidas por los soberanos a la casa o ciudad que los lleva en su escudo
- los bezantes y tortillos recuerdan los censos que se pagaban a los altos señores.